# Protopithecus
Protopithecus es un género extinto de primate platirrino que vivió en América del Sur desde finales del Pleistoceno hasta inicios del Holoceno. La especie P. brasiliensis fue descrita en 1836 por el naturalista neerlandés Peter W. Lund basado en fragmentos de un fémur y un húmero. En 1992, en depósitos procedentes del Pleistoceno en el estado de Bahía, Brasil, se halló un esqueleto completo de Protopithecus cuyas características evidenciaban un animal de al menos 25 kg de peso, más del doble del tamaño que cualquier platirrino viviente. El hallazgo se atribuyó a la especie P. brasiliensis y guarda similitudes con dos taxones diferentes; su cráneo poseía un saco gular como en los monos aulladores actuales, pero el postcráneo le confería cualidades de trepador y braquiador como en los monos araña vivientes.